# Отакар Гржималі
Отакар Гржімали (чеськ. Otakar Hřímalý) (20 грудня 1883 — 10 липня 1945) — чеський композитор та диригент. Громадський та педагогічний діяч Герцогства Буковина.

## Біографія
Отакар Гржімалі народився 20 грудня 1883 року в столиці Герцогства Буковина — Чернівцях, у родині музичного і громадського діяча, та педагога Войтеха Гржімалі.
Отримавши середню освіту у місцевій школі, вступив до Віденської консерваторії, яку закінчив у 1908 році.
Здобувши вищу освіту, Отакар переїхав у Москву, до свого дядька Яна Гржімалі. Протягом 1910–1916 роках працював хормейстером та диригентом оперного відділення Московської консерваторії. Після жовтневого перевороту 1917 року став диригентом Большого театру, та інспектором з питань культури у Народному комісаріаті просвіти.
1922 року О.Гржімалі повернувся в Чернівці. Тут він займався викладацькою діяльністю, ставши професором Чернівецького університету. З 1933 року очолював місцеву філармонію. Цей період в житті митця був найпліднішим. Саме в цей час було написано більшість його творів.
На початку Другої світової війни переїхав до Праги де став професором Празької консерваторії, викладачем фортепіано, теорії музики, музичних інструментів та інших предметів.
Помер 10 липня 1945 року в місті Прага.

## Праці

### Оркестрові твори
- «Ганимед» симфонічна поема (1908)
- «Фантазія капріччіо» (1915)
- «Варіація на російську тему Эй, ухнем[en]» (1920)
- «Концерт для скрипки» (1930)
- «Концерт для фортепіано» (1933)
- «Симфонічна сюїта для оркестру» (1940)
- «7 симфоній» (1944)

### Вокальні твори
- «Голод» кантата (1921)
- «Ідилія білого лотосу» опера (1922)
- «Балади» контата для жіночого хору з оркестром (1929)
- «Псалом» контата для жіночого хору з оркестром (1929)

### Балети
- «Зіткнення з приводом» (1942)
- «Хроніки аспида» (1943)

### Камерна музика
- «Соната для фортепіано» (1909)
- «Струнний квартет» (1910)
- «Соната для скрипки і фортепіано» (1911)
- «Прелюдії» фортепіано (1911)
- «Варіації за мотивами власних творів» фортепіано (1912)
- «7 казок» фортепіано (1918)
- «Фортепіанний квінтет» (1919)
- «Соната для фортепіано» (1922)
- «Мелодії вражень» фортепіано (1922)
- «Соната для віолончелі и фортепіано» (1923)
- «Струнний квінтет» (1924)
- «Струнний квартет» (1928)
- «Концертна парафраза за мотивами вальсу Штрауса» 2 фортепіано (1929)
- «Соната для скрипки і фортепіано» (1930)
- «Фортепіанний квартет» (1938)